# Listă de filme: T
| Listă de filme                                          | Listă de filme | Listă de filme | Listă de filme | Listă de filme | Listă de filme | Listă de filme |
| ------------------------------------------------------- | -------------- | -------------- | -------------- | -------------- | -------------- | -------------- |
| #                                                       | A              | B              | C              | D              | E              | F              |
| G                                                       | H              | I              | J · K          | L              | M              | N · O          |
| P                                                       | Q · R          | S · Ș          | T · Ț          | U · V          | W · X          | Y · Z          |
| Această infocasetă: vizualizare • discuție • modificare |                |                |                |                |                |                |

Aceasta este o listă de filme care încep cu litera T.
- Tata în călătorie de afaceri
- Taxi
- Tăcerea mieilor
- Telegrame
- Tenebre
- Tenebre 2
- Terminatorul
- Terminatorul 2: Ziua Judecății
- Terminatorul 3: Supremația Roboților
- Terminus Paradis
- Tigru și dragon
- Timpuri noi
- Titanic
- The Alamo
- The Banger Sisters
- The Breakfast Club
- The Crying Game
- The Deer Hunter
- The Game
- The General
- Thomas și Calea Magică
- Total Recall
- Totul despre băieți
- Totul despre Eva
- Topaz
- Trei Culori: Alb
- Trei Culori: Albastru
- Tristan și Isolda